# Hajdúnánás
Hajdúnánás [hajdúnánáš] (chorvatsky Nenaš) je město ve východním Maďarsku v župě Hajdú-Bihar, těsně u hranic župy Szabolcs-Szatmár-Bereg. Nachází se asi 26 km jihozápadně od Nyíregyházy a je správním městem stejnojmenného okresu. V roce 2018 zde žilo 16 828 obyvatel. Městem neprotéká žádný vodní tok, zato tudy ale vede kanál Keleti-főcsatorna.

## Historie
První písemná zmínka o sídle pochází ze 13. století, kdy neslo název Nánásmonostora. Objevilo se pod ním v dokumentu Váradi regestrum. 
Po turecké okupaci Uher bylo město opuštěno zhruba deset let. Poté bylo ničeno během Rákócziho vzpoury, zasáhly jej také morové rány. 
Hajdúnánás získal status města ještě do roku 1900. Ve 20. století bylo centrum města rozsáhle přestavěno. Vyrostly nové domy pro veřejné instituce a především panelové bloky.

## Obyvatelstvo
Podle údajů z roku 2001 zde bylo 99 % obyvatel maďarské a 1 % jiných (především romské) národností. Nejvíce zastoupené náboženství zde představuje reformovaná církev (35 % věřících), k ostatním církvím se nehlásí více lidí. 4,8 % se přihlásilo k církvi římskokatolické.

## Doprava
Hlavní ulice ve městě (Árpád utca, Magyar utca, Attila utca, Baross utca, Honfoglalás utca) jsou stejně jako např. u města Hajdúböszörmény stavěny do kruhového půdorysu, proto se lidem, kteří město neznají, může velice snadno stát, že zabloudí a budou město obcházet pořád dokola.
V budoucnosti by měl být v blízkosti města postaven nový závodní okruh. Maďarská vláda o tom rozhodla v roce 2020.
Severně od města vede dálnice M3. Prochází tudy také železniční trať z Debrecína do Tiszalöku. Na ní stojí [[Hajdúnánás 
(nádraží)|hlavní nádraží]] a zastávka Hajdúnánás-Vásártér.

## Sport a rekreace
Jihozápadně od města se nachází rekreační areál s termálními lázněmi (maďarsky gyógyfürdő) a v jeho blízkosti také areál sportovní.